# 学校災害共済給付制度
災害共済給付制度（さいがいきょうさいきゅうふせいど）は、独立行政法人日本スポーツ振興センターが行う保険給付事業の名称。
義務教育諸学校、高等学校、高等専門学校、幼稚園、幼保連携型認定こども園、保育所等及び特定保育事業の管理下における災害に対し、災害共済給付（医療費、障害見舞金又は死亡見舞金）を行うもの。

## 概要
学校等の管理下で起きた児童生徒の事故、怪我で療養に要する費用の額が5,000円以上のものを対象に、保育園や学校管理下でのけが、事故等の医療費及び見舞金を給付する事業。学校等の設置者が加入の有無を決定する。
事業に要する費用は、保護者、学校等の設置者、国の三者が負担する。
対象
学校等の管理下で起きた児童生徒の事故、怪我。
給付額
原則医療費の4割。

### 公的医療費補助制度との関係
学校管理下であるなしに関わらず、全国の多くの自治体で、子どもの医療費を補助する事業を行っている。日本スポーツ振興センターでは、仮にそちらの医療費補助が支出されていれば、その額を除いた金額を支給する。
これについて、多くの自治体では重複して受給できない旨が謳われているが、実際には重複するケースがある。原因は、運営主体が異なるため、双方の確認が困難な場合があることによる。ただし、後になって重複が発覚した場合は、日本スポーツ振興センターでは、政令を根拠に返還を求める。自治体側も同様に、法的根拠により返還を求める。

## 民間保険会社等が実施する場合の検討
新日本有限責任監査法人が、学校災害共済給付を民間保険会社等が実施することができるかどうかを計算したことがある。それによると、民間企業が運営した場合、下記の事象が起こる。
- 民間企業が自由な参加や撤退をした場合、給付の円滑性や継続性が危ぶまれる。
- 民間保険会社などは、１５歳未満の被保険者が死亡したときの保険金が1,000万円以下（保険金殺人を防ぐため）に制限されている。
- 生命保険と損害保険は同一企業が運営してはならないという法規制がある。
- 保険の募集行為をするための資格が必要であるから、教諭が保険の募集をすれば違法となる。
- 民間企業では「医療費の○割」ではなく「○円」給付である。
- 現状でも学校災害給付の運営は（親権者、学校の設置者が支払う保険料だけでは赤字であり）、国費が投入されている。民間企業は国費が投入されておらず逆に法人税などへの国への支払いがあるが、民間企業が運営する場合は、国費を投入しない限り同一内容の保険を運営できない。投入される国費は、むしろ民間企業が運営しない場合より増える可能性が高い。（つまりコストダウンにならない）

よって、新日本有限責任監査法人は「民間企業が運営したとしても、かえって投入される国費が増える可能性が高い」と結論した。